# Reserva de la biosfera Tehuacán-Cuicatlán
La Reserva de la Biosfera Tehuacán-Cuicatlán (a veces abreviada RBTC) es un área natural protegida localizada en el sureste de México. Su nombre deriva de sus dos principales localidades: Cuicatlán y Tehuacán, en esta última se encuentran sus oficinas administrativas. Abarca 490,186 hectáreas distribuidas en 21 municipios del estado de Puebla y 30 de Oaxaca. El 2 de julio de 2018, en la XLII sesión del Comité del Patrimonio de la Humanidad de la UNESCO, el sitio fue reconocido como patrimonio de la humanidad mixto —natural y cultural—.
La importancia de Tehuacán-Cuicatlán radica en la gran diversidad florística de la zona. En contra de lo que se cree popularmente, las regiones de trópico seco que abundan en el sureste de México no son pobres en diversidad biológica. Algunos estudios, como los realizados por Rzedowski en 1973 y 1978, han llevado a la conceptuación de la zona como una Provincia Florística, perteneciente a la Región Fitogeográfica Xerofítica Mexicana. En 1965, Smith había apuntado que la tercera parte de las especies vegetales que pueblan la superficie de Tehuacán-Cuicatlán eran endemismos. La flora predominante en esta Reserva de la Biosfera es la xerófita, que comprende más de la tercera parte de las especies detectadas en el lugar. Le sigue la selva caducifolia que corresponde a la cuarta parte, y el bosque templado. Importante es la presencia de una de las pocas zonas de bosque mesófilo de montaña ´que se localizan en México.

## Historia
La Reserva de Tehuacán-Cuicatlán fue uno de los escenarios donde se desarrolló por primera vez la agricultura en Mesoamérica. Se calcula que la ocupación humana en este sitio y otros lugares de los Valles Centrales de Oaxaca, puede haberse dado de forma continua desde hace 12.000 años. En el municipio de Coxcatlán y otros sitios del Valle de Chiapas como San Cristóbal, se han localizado restos de maíz fósil que datan de alrededor del año 5000 a. C. Los hallazgos, realizados por MacNeish, se encuentran asociados a ciertos artefactos líticos y fueron encontrados en diversos abrigos montañeses de la zona. Hay que señalar que uno de los factores que contribuyeron a la conservación de los restos vegetales en el valle de Tehuacán fue precisamente la extrema aridez de su clima. Durante el desarrollo precolombino de la civilización mesoamericana, la zona estuvo ocupada por pueblos de filiación otomangueraana. Los milenios de ocupación humana en este sitio, ha permitido el desarrollo de comunidades de al menos 8 grupos indígenas: mixtecos, cuicatecos, ixcatecos, nahuas, chocholtecos, popolocas, chinantecos y mazatecos. 
La zona fue declarada Reserva de la Biosfera el 11 de septiembre de 1998 por el presidente de México en turno, Ernesto Zedillo Ponce de León. No obstante, los gobiernos de Puebla y Oaxaca habían declarado Zonas Sujetas a Conservación Ecológica al Valle de Cuicatlán (1996), el Valle de Tehuacán y el Valle de Zapotitlán (1997) que constituyeron el núcleo de la nueva Reserva de la Biosfera. De acuerdo a lo señalado en la declaratoria oficial, los habitantes de la reserva pueden realizar las actividades económicas que habían venido realizando, siempre y cuando no impliquen un deterioro para la zona. Unos años antes, en 1995, había sido construida en la zona una supercarretera que permitió una mejor comunicación terrestre entre Oaxaca de Juárez y la Ciudad de México (570 km).

## Ubicación
La zona pertenece y se encuentra en la Sierra Madre del Sur. Se caracteriza por su relieve accidentado, donde sierras que no rebasan los tres mil metros sobre el nivel del mar rodean los extensos valles de Tehuacán y Zapotitlán, así como la Cañada de Cuicatlán. Casi la totalidad de la reserva forma parte de la cuenca alta del río Papaloapan, uno de los más caudalosos de México, aun cuando en esta zona la humedad del ambiente no alcanza a formar grandes corrientes de agua. El Papaloapan recibe las aguas de numerosos riachuelos que nacen en las montañas de la Sierra de Tehuacán y la Sierra Mixteca, entre ellos habría que citar el río Tehuacán, el Calapa y el Zapotitlán.
Los 50 municipios que integran esta reserva son: Ajalpan, Altepexi, Asunción Cuyotepeji, Asunción Nochixtlán, Atexcal, Caltepec, Cañada Morelos, Chapulco, Chila, Ciudad de Huajuapam de León, Concepción Buenavista, Concepción Pápalo, Coxcatlán, Cuyamecalco Villa de Zaragoza, Mazatlán Villa de Flores, Palmar de Bravo, San Andrés Dinicuiti, San Antonio Nanahuatipam, San Francisco Teopan, San Gabriel Chilac, San Jerónimo Silacayoapilla, San José Miahuatlán, San Juan Bautista Atatlahuca, San Juan Bautista Coixtlahuaca, San Juan Bautista Cuicatlán, San Juan Bautista Suchitepec, San Juan de los Cues, San Juan Quiotepec, San Juan Tepeuxila, San Lucas Zoquiápam, San Martín Toxpalan, San Miguel Chicahua, San Miguel Huautla, San Miguel Ixitlán, San Miguel Tequixtepec, San Pedro Jaltepetongo, San Pedro Jocotipac, San Pedro y San Pablo Tequixtepec, Santa Catarina Zapoquila, Santa Magdalena Jicotlán, Santa María Apazco, Santa María Camotlán, Santa María Ixcatlán, Santa María Nativitas, Santa María Pápalo, Santa María Tecomavaca, Santa María Texcatitlán, Santiago Apoala, Santiago Chazumba, Santiago Huajolotitlán, Santiago Huauclilla, Santiago Ihuitlán Plumas, Santiago Miahuatlán, Santiago Miltepec, Santiago Nacaltepec, Santos Reyes Pápalo, Tecamachalco, Tehuacán, Teotitlán de Flores Magón, Tepanco de López, Tepelmeme Villa de Morelos, Tlacotepec de Benito Juárez, Totoltepec de Guerrero, Valerio Trujano, Yehualtepec, Zapotitlán, Zapotitlán Palmas, Zinacatepec.

## Clima
El clima de la región es cálido semiseco y cálido semi-tropical en la región de la Cañada cuicateca, con lluvias moderadas a escasas en el verano. En las partes altas de la sierra es frecuente ver que las montañas están coronadas de una espesa neblina que en escasas ocasiones llega a condensarse para formar una modesta llovizna.

## Biodiversidad
De acuerdo al Sistema Nacional de Información sobre Biodiversidad de la Comisión Nacional para el Conocimiento y Uso de la Biodiversidad (CONABIO) en la Reserva de la Biosfera Tehuacán-Cuicatlán habitan más de 4,275 especies de plantas y animales de las cuales 159 se encuentra dentro de alguna categoría de riesgo de la Norma Oficial Mexicana NOM-059  y 141 son exóticas,

### Flora

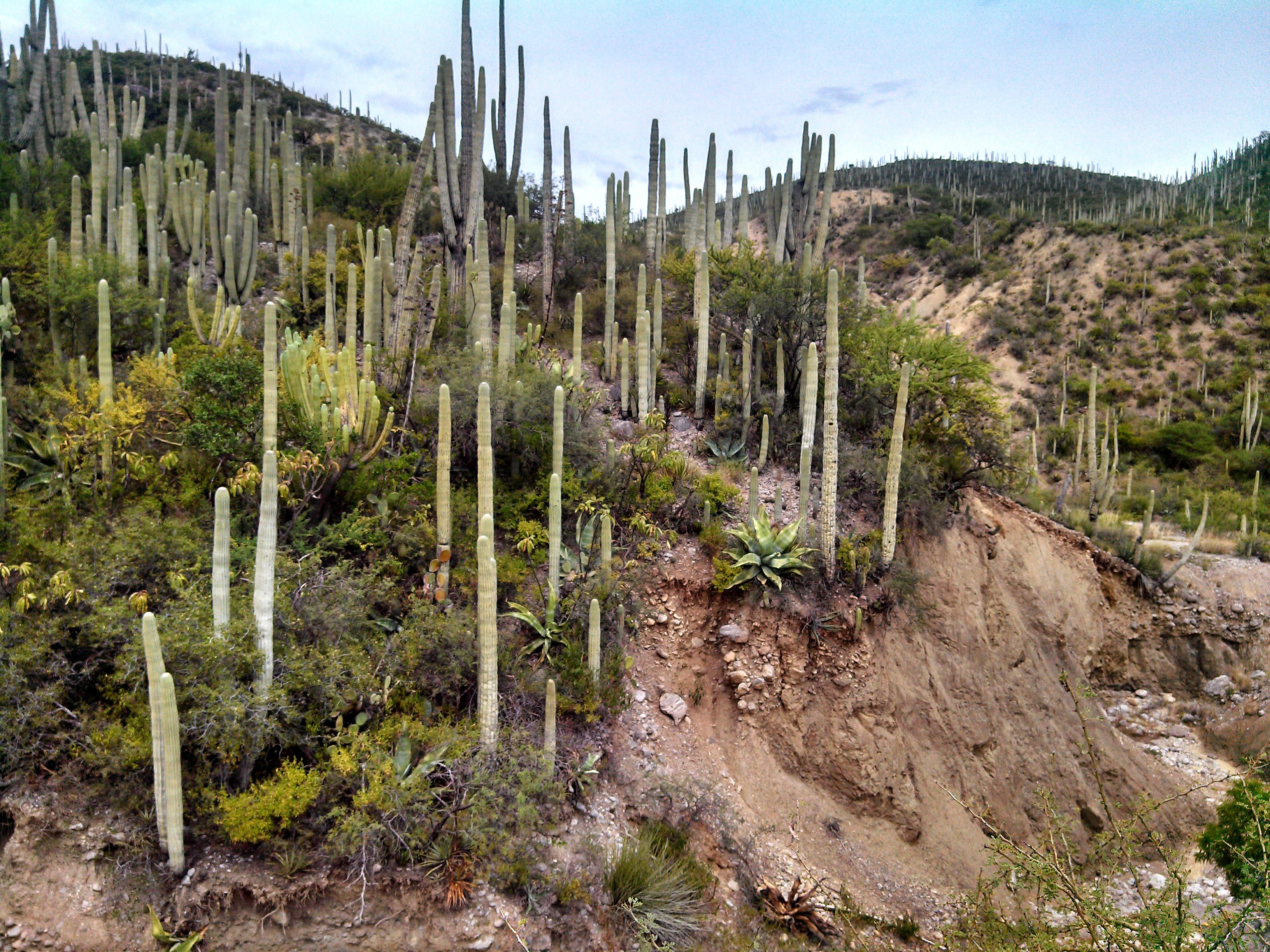
Paisaje de cactáceas columnares, típico del matorral xerófilo, uno de los ecosistemas predominantes de la reserva.

Debido a su evolución biológica presenta gran variedad de ecosistemas que van desde los áridos y semiáridos (la zona desértica más sureña del país) a los templados y húmedos, comprendiendo múltiples tipos de vegetación. La flora está formada por 2700 especies identificadas hasta el momento, lo que representa aproximadamente el 10 % de todas las especies documentadas en México (30,000 especies), de las cuales hasta el 11 a 12 % son especies endémicas. 
A lo largo de los 10,000 años de ocupación humana en este sitio, las comunidades indígenas encontradas a lo largo de toda la Reserva tienen un profundo e histórico conocimiento de los usos y utilidades de las plantas, con fines ornamentales, alimenticios, medicinales y para la producción de habitaciones y utensilios.
La complejidad para enlistar las especies representativas de esta Reserva de la Biosfera, radica en la gran variabilidad de hábitats con flora distinta y que contrasta de lugar a lugar en el área natural, representada por un complejo mosaico fisiográfico de valles internos, separados por numerosas cordilleras. 
La agricultura en el valle de Tehuacán es de dos tipos: una se realiza en las zonas altas de encino-pino que rodean las montañas sobre los 1.800 m y la otra se realiza como agricultura intensiva del valle en las áreas aluviales de los cañones y ríos. Los cultivos que se cosechan son el de maíz, haba, calabaza, tomate, chícharo, pimienta, caña de azúcar, alfalfa, piña, limón, melón, ajo y sorgo.
Entre los tipos de vegetación más representativos se encuentran: matorral xerófilo, bosque tropical caducifolio, bosque espinoso, bosque tropical subcaducifolio, 
bosque de Quercus, bosque de coníferas, bosque de pinos-encinos, bosque de Juniperus (bosque de enebros, o bosque de escuamifolios), 
bosque mesófilo de montaña, palmar, pastizal y vegetación acuática-subacuática, entre otros. 
Entre las especies representativas se cuenta una gran variedad de 
- pinos (Pinus devoniana, P. patula, P. lawsonii, P. ayacahuite, P. chiapensis, P. montezumae, P. oaxacana, P. hartwegii, P. leiophylla, P. oocarpa, P. pseudostrobus, P. rudis),
- enebros o tascates (Juniperus deppeana, J. flaccida),
- especies endémicas de cícada o palma real en peligro de extinción (Dioon caputoi, D. califanoi, D. rzedowskii, D. purpusii, D. spinulosum),
- una gran gama de pasto o zacatón (Muhlenbergia spp.),
- las bromeliáceas lechuguilla (Hechtia bracteata, H. confusa, H. conzattiana, H. fragilis, H. galeottii, H. glomerata, H. lyman-smithii, H. podantha, H. roseana, H. sphaeroblasta, H. tehuacana),
- más de 20 especies de maguey (Agave spp.),
- yucas (Yucca mixtecana, Y. periculosa),
- pata de elefante o sotolín (Beaucarnea gracilis, B. purpusii, B. stricta), nolina o borracho (Nolina longifolia),
- dos especies de cucharilla (Dasylirion acrotrichum, D. serratifolium),
- un gran número de orquídeas (Barkeria spp., Catasetum spp., Cypripedium spp., Deiregyne spp., Domingoa kienastii., Encyclia vitellina, Epidendrum spp., Govenia spp., Habenaria subauriculata, Laelia spp., Lemboglossum spp., Malaxis fastigiata, Maxillaria tonsoniae, Mesadenus tenuissimus, Microepidendrum subulatifolium, Oncidium spp., Prosthechea spp., Galeoglossum thysanochila, Rhynchostele spp., Schiedeella romeroana, Spiranthes spp., Stanhopea oculata),
- 17 especies de acacias (Acacia spp.),
- mimosas (Mimosa spp.),
- chimalacate o chamiso (Viguiera dentata, V. excelsa, V. pinnatilobata),
- verbesinas (Verbesina spp.),
- helechos (Notholaena spp., Adiantum spp., Selaginella spp., Pleopodium tricholepis),
- al menos 57 especies de musgos (destacando Funaria orizabensis, Bryum apiculatum, Lindbergia mexicana, Cryphaea polycarpa, Macrocoma orthotichoides, Didymodon incrassatolimbatus, Erpodium pringlei y Gyroweisia obtusifolia)
- y casi un centenar de especies de cactáceas (10 % de las especies registradas en México), entre las que destaca el nopal (Opuntia spp.), cactus columnares con forma de candelabro que llegan a medir 16 metros (Pachycereus weberi, Polaskia spp.), los tetechos o viejitos (Neobuxbaumia tetetzo, Cephalocereus columna-trajani), las biznagas (Mammillaria spp., Coryphantha spp.), y especies microendémicas de rosetas como la conchita de Tehuacán (Echeveria laui).

Flora de la Reserva de la Biosfera Tehuacán-Cuicatlán
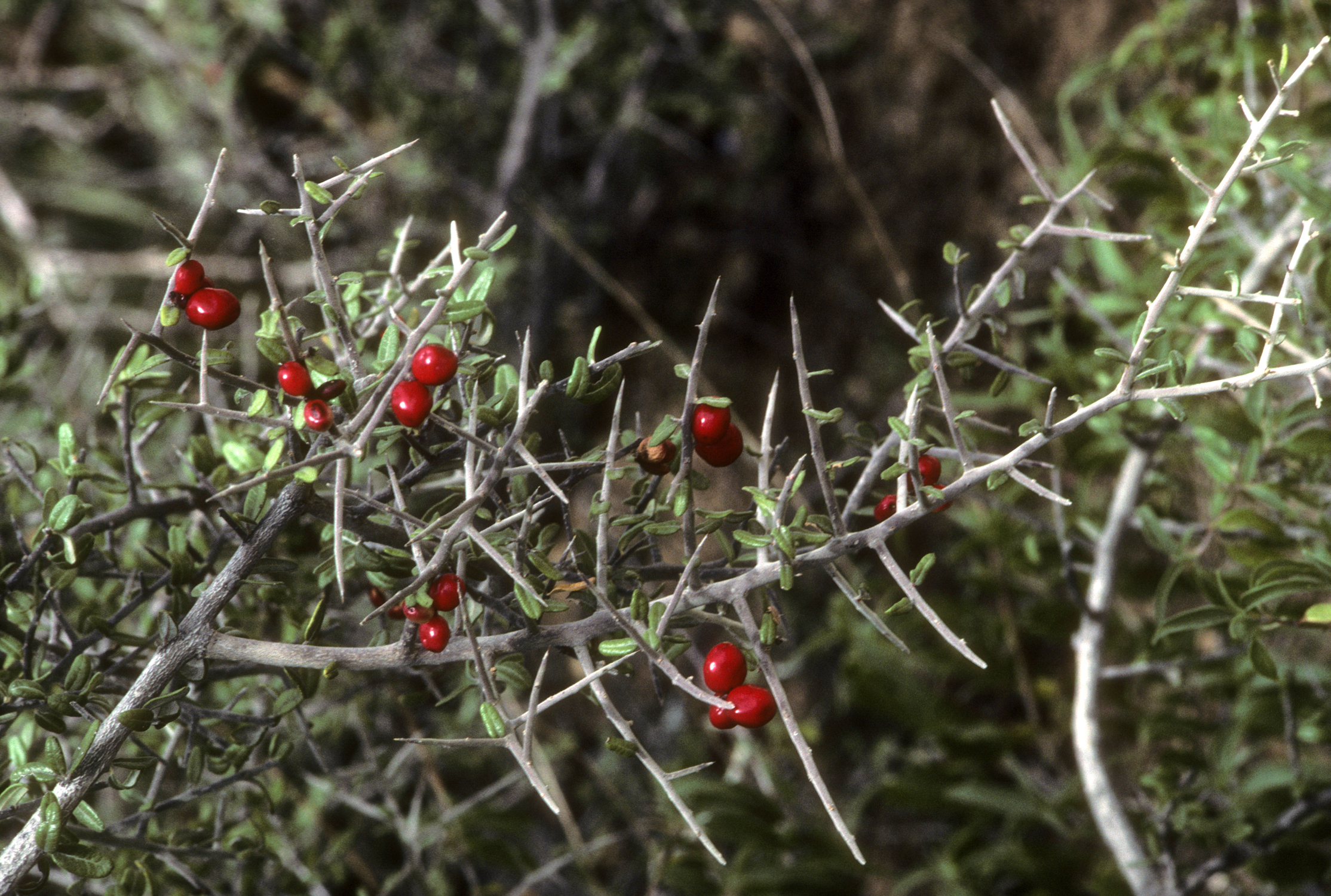
Castela tortuosa
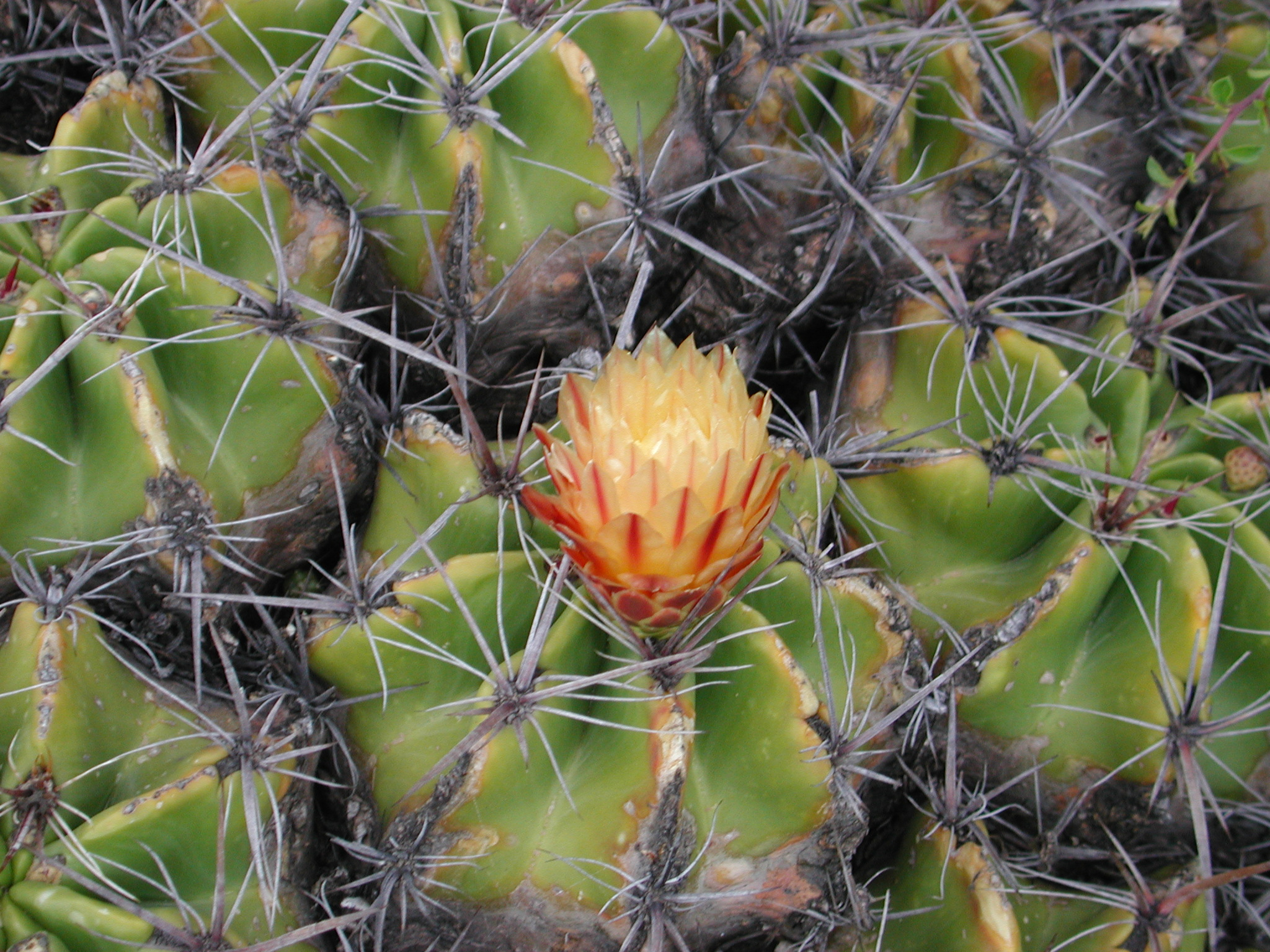
Ferocactus robustus
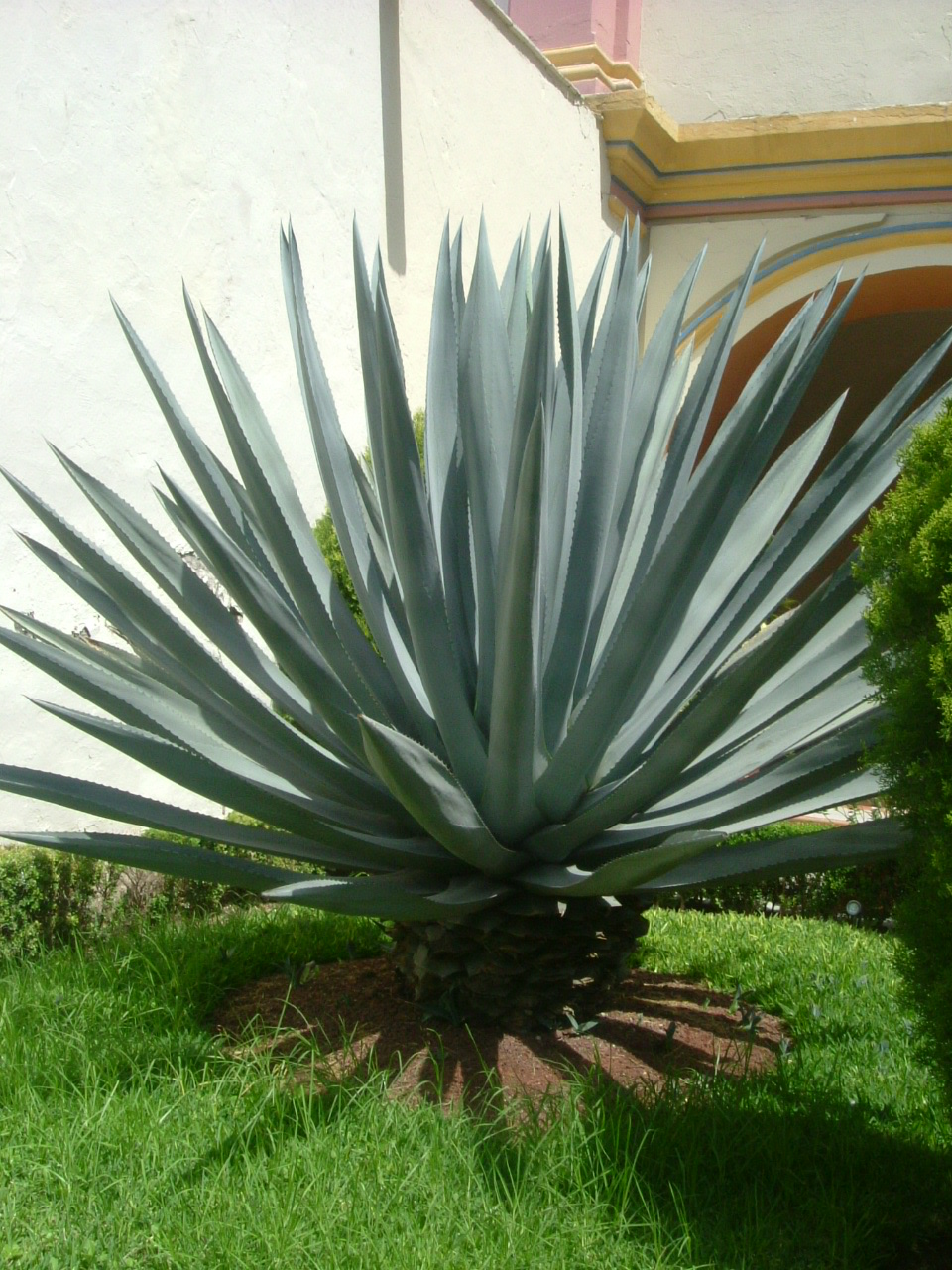
Agave spp.
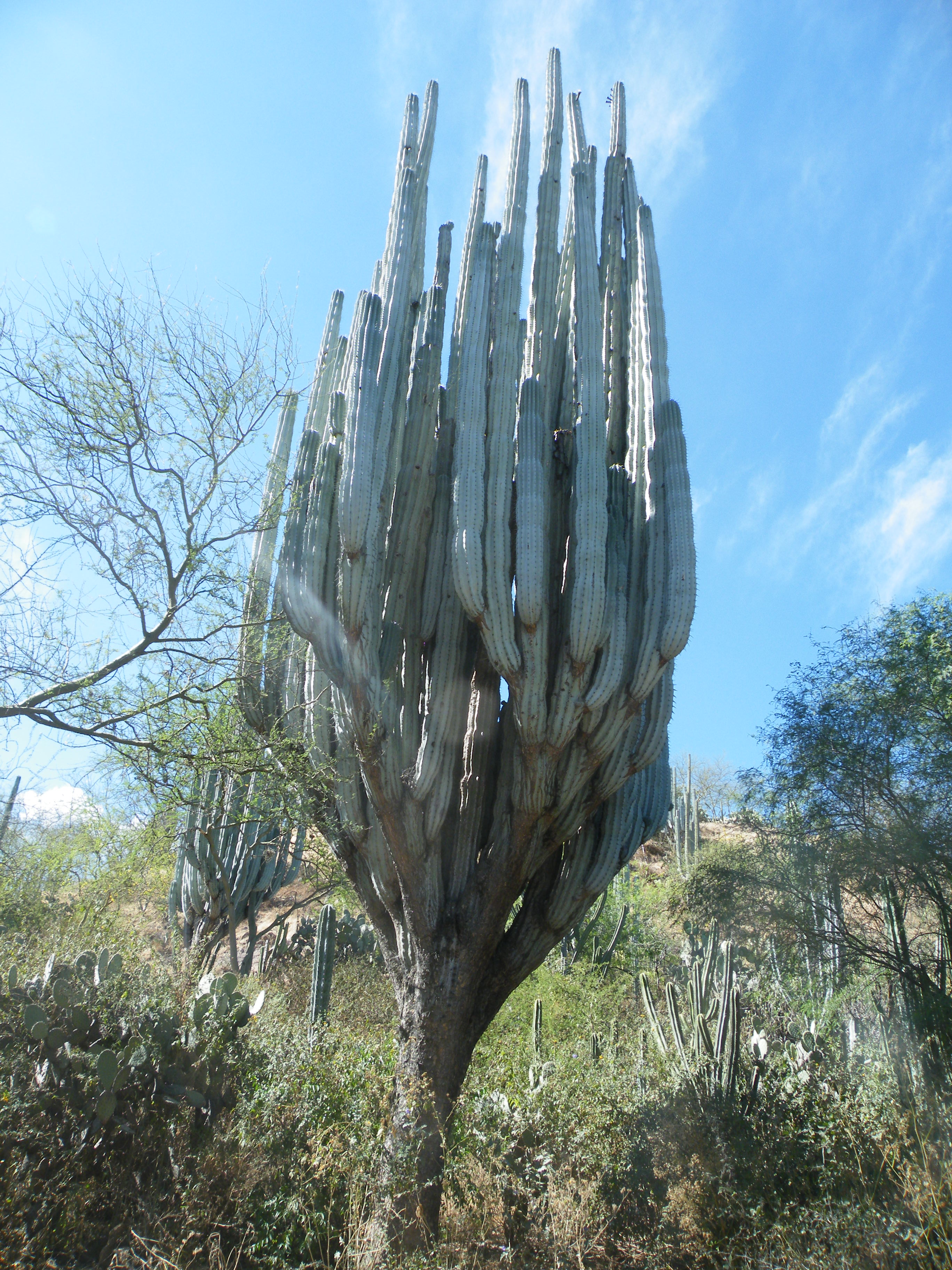
Pachycereus weberi
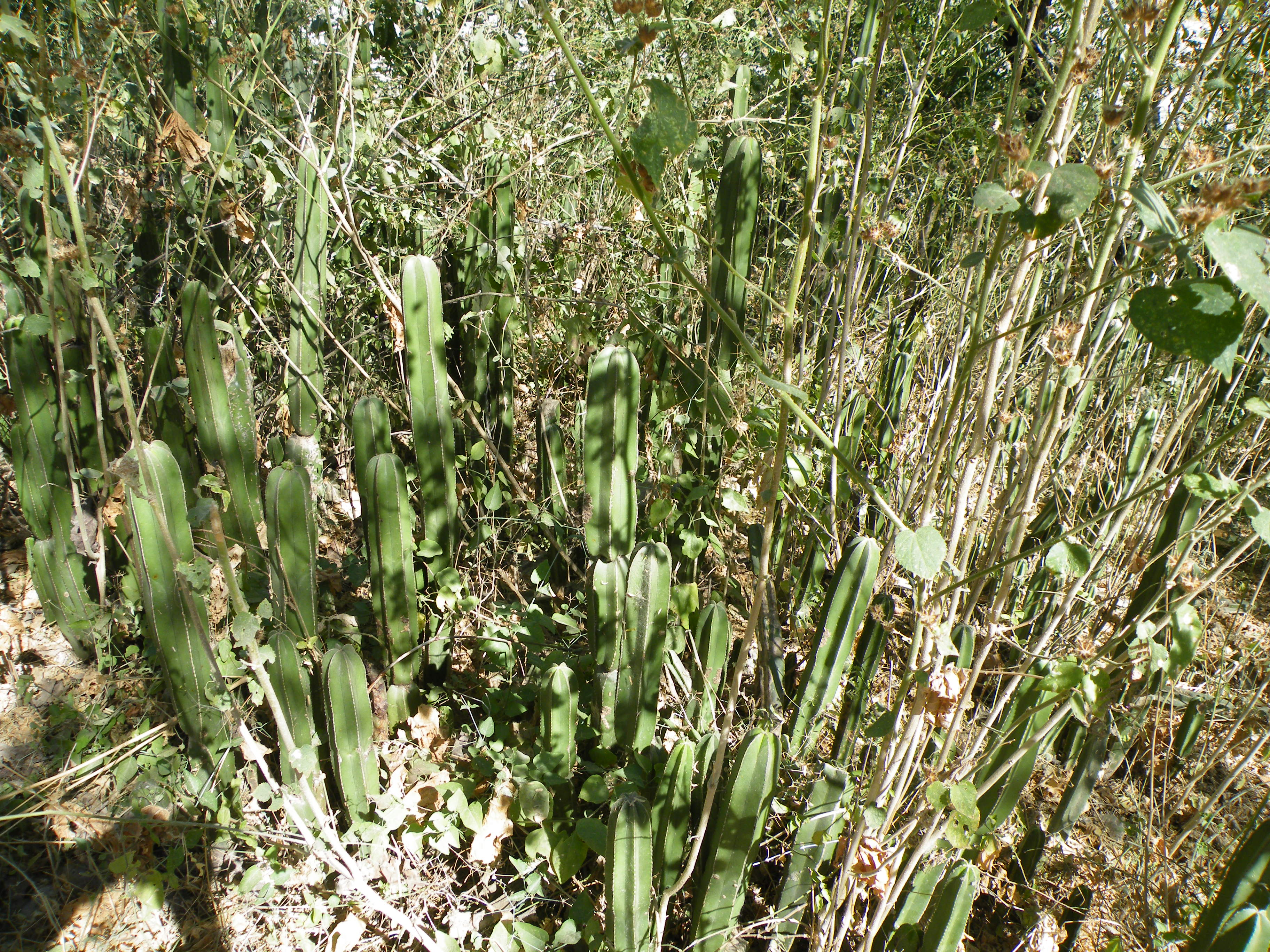
Lophocereus marginatus
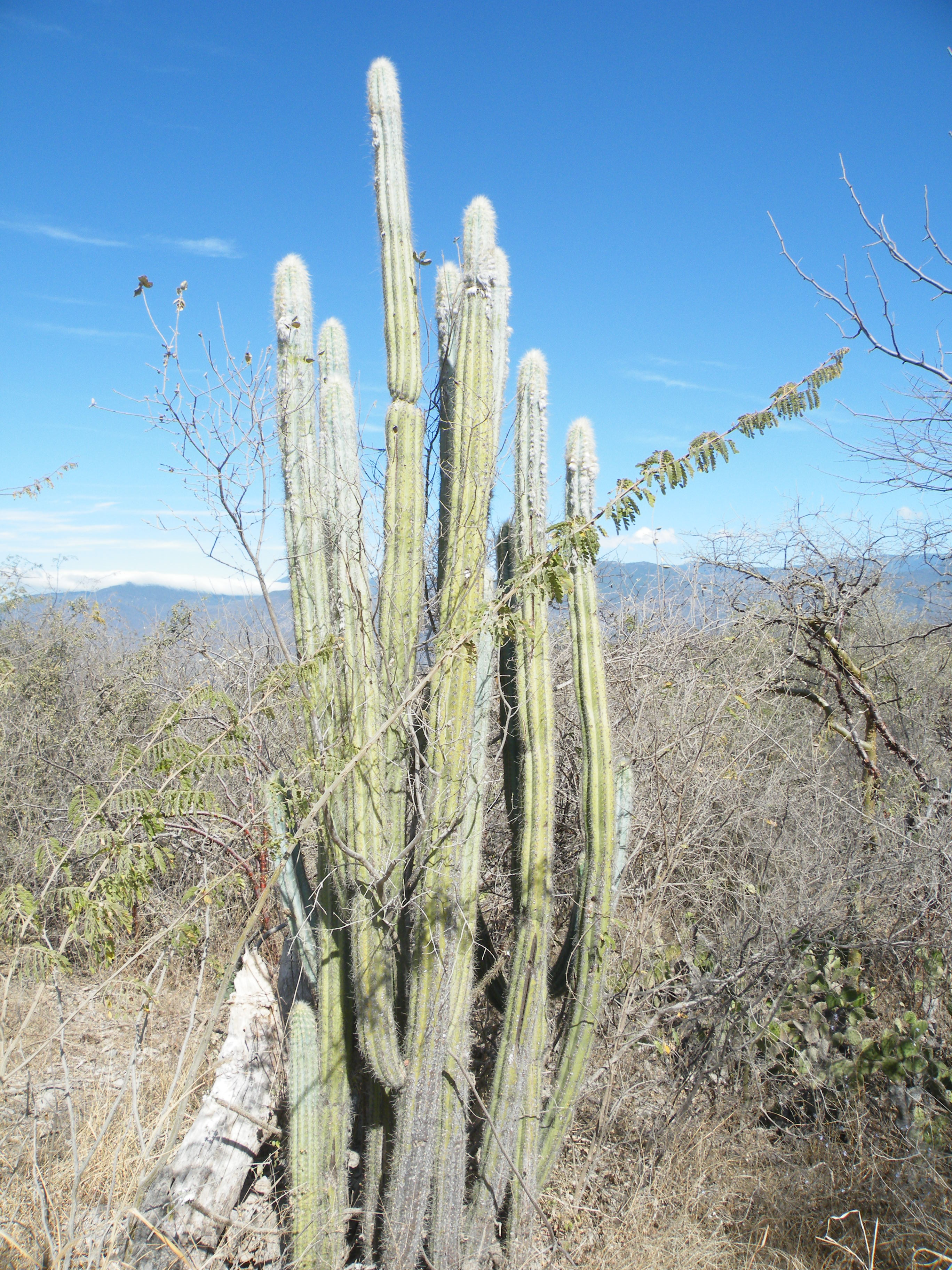
Pilosocereus quadricentralis
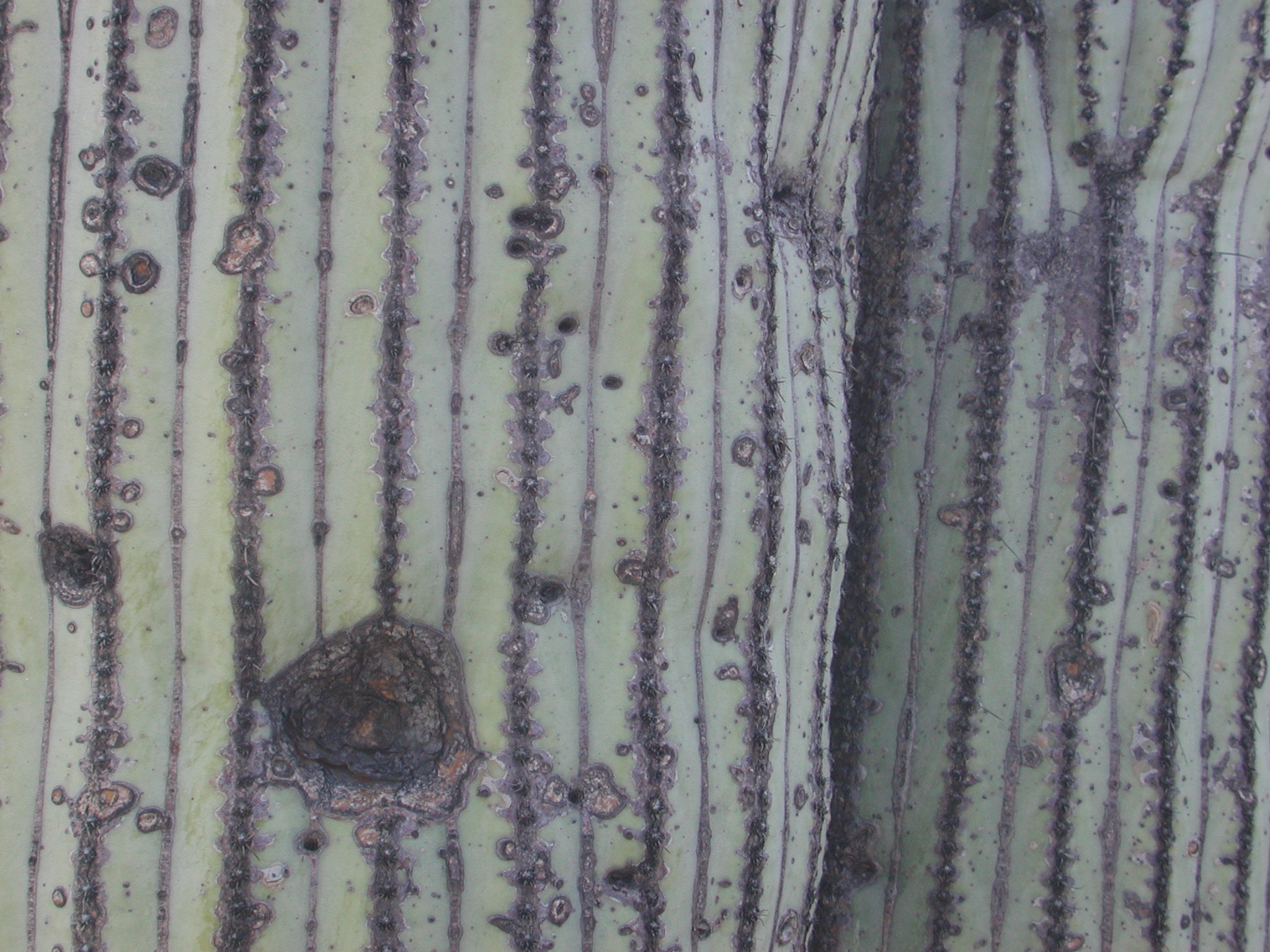
Cephalocereus columna-trajani
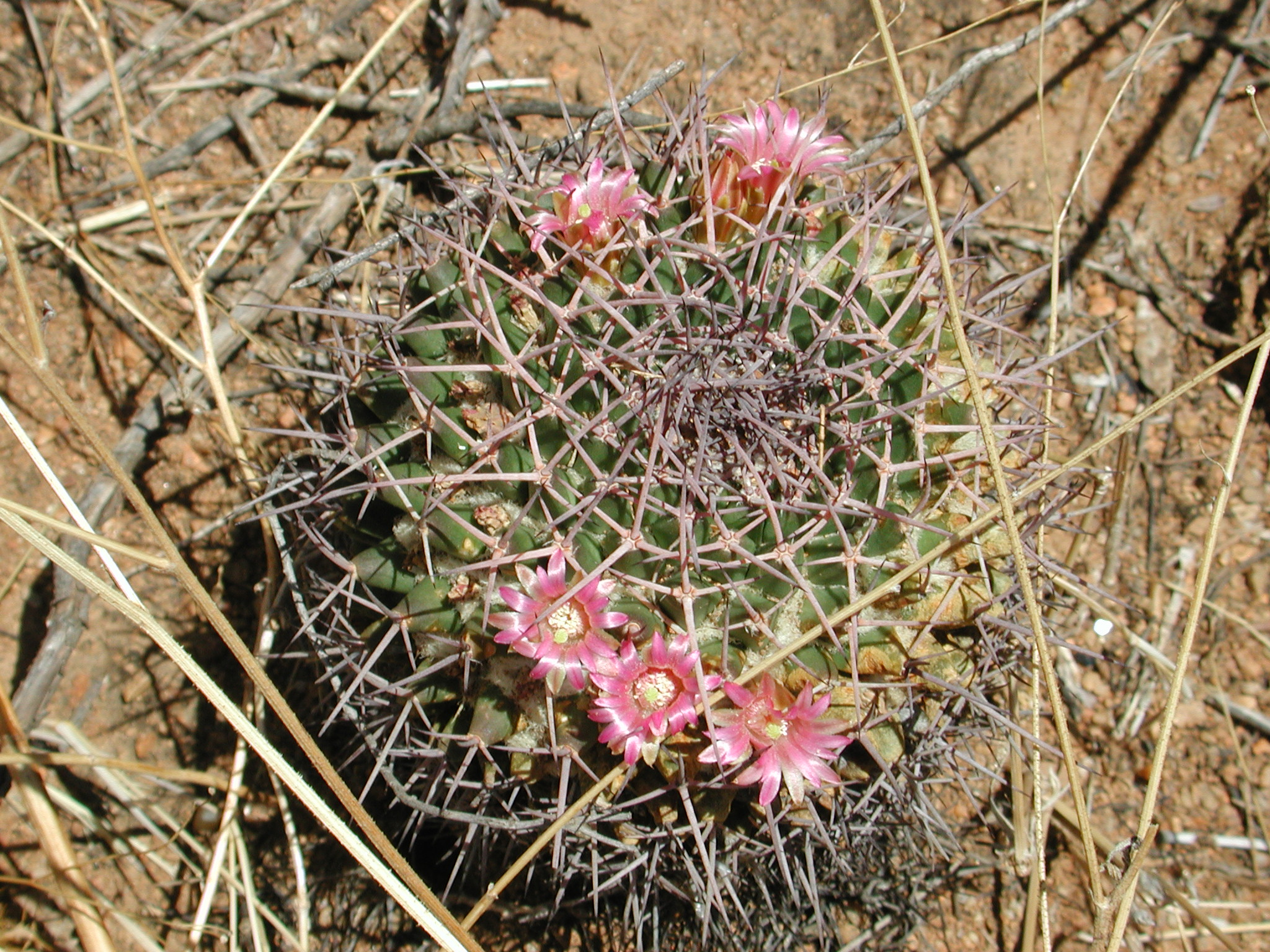
Mammillaria carnea
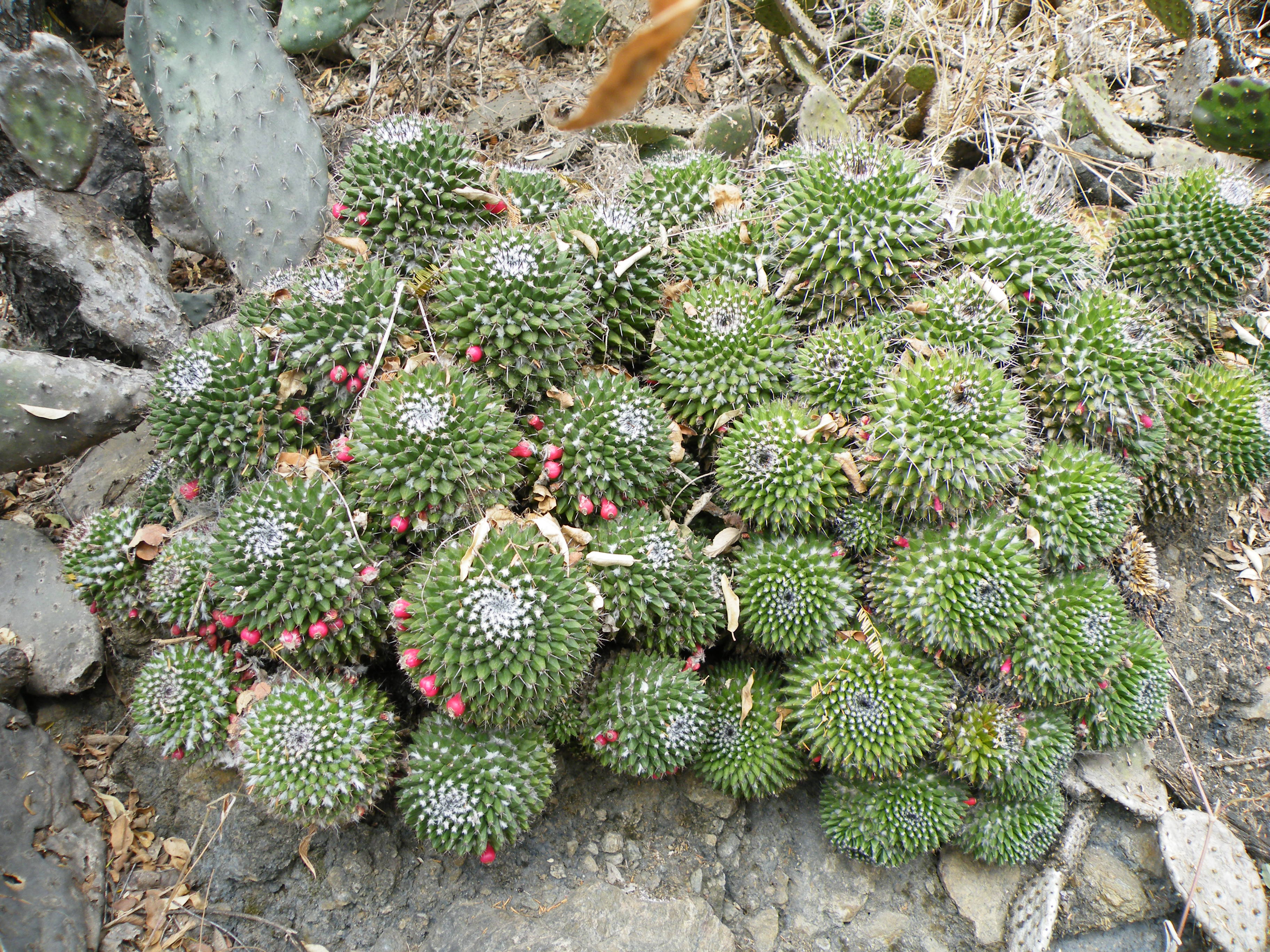
Mammillaria polyedra
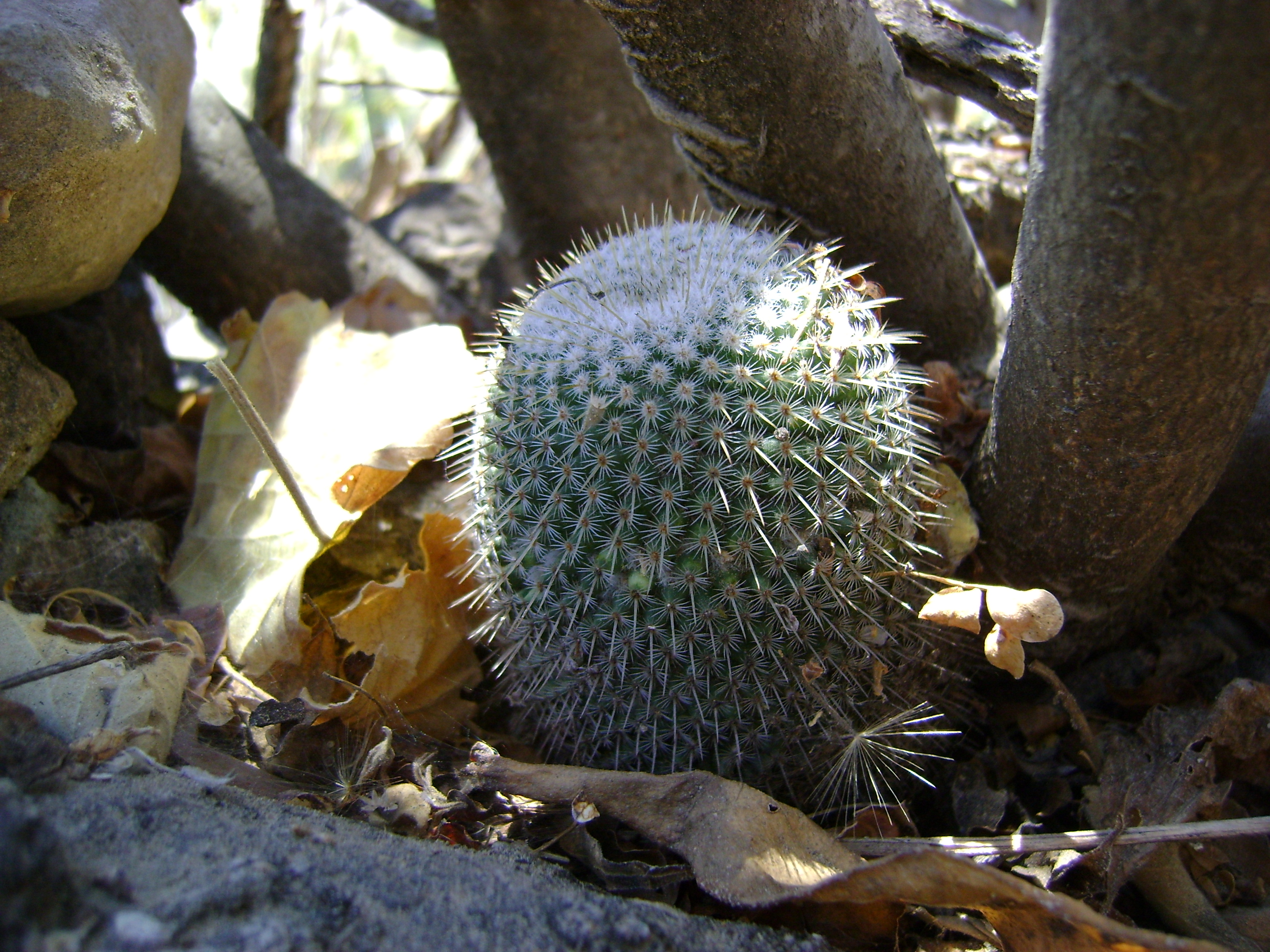
Mammillaria supertexta
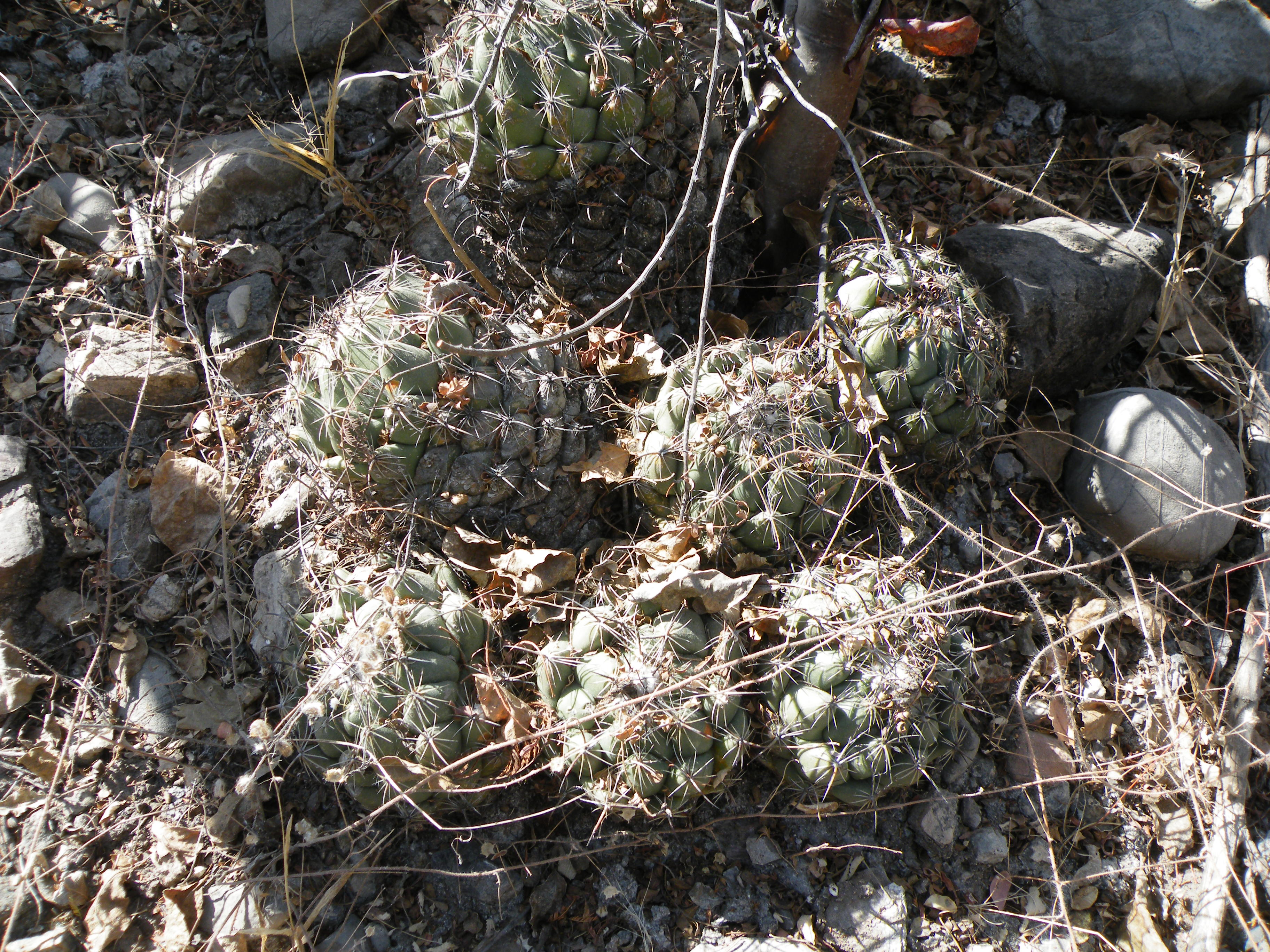
Coryphantha calipensis
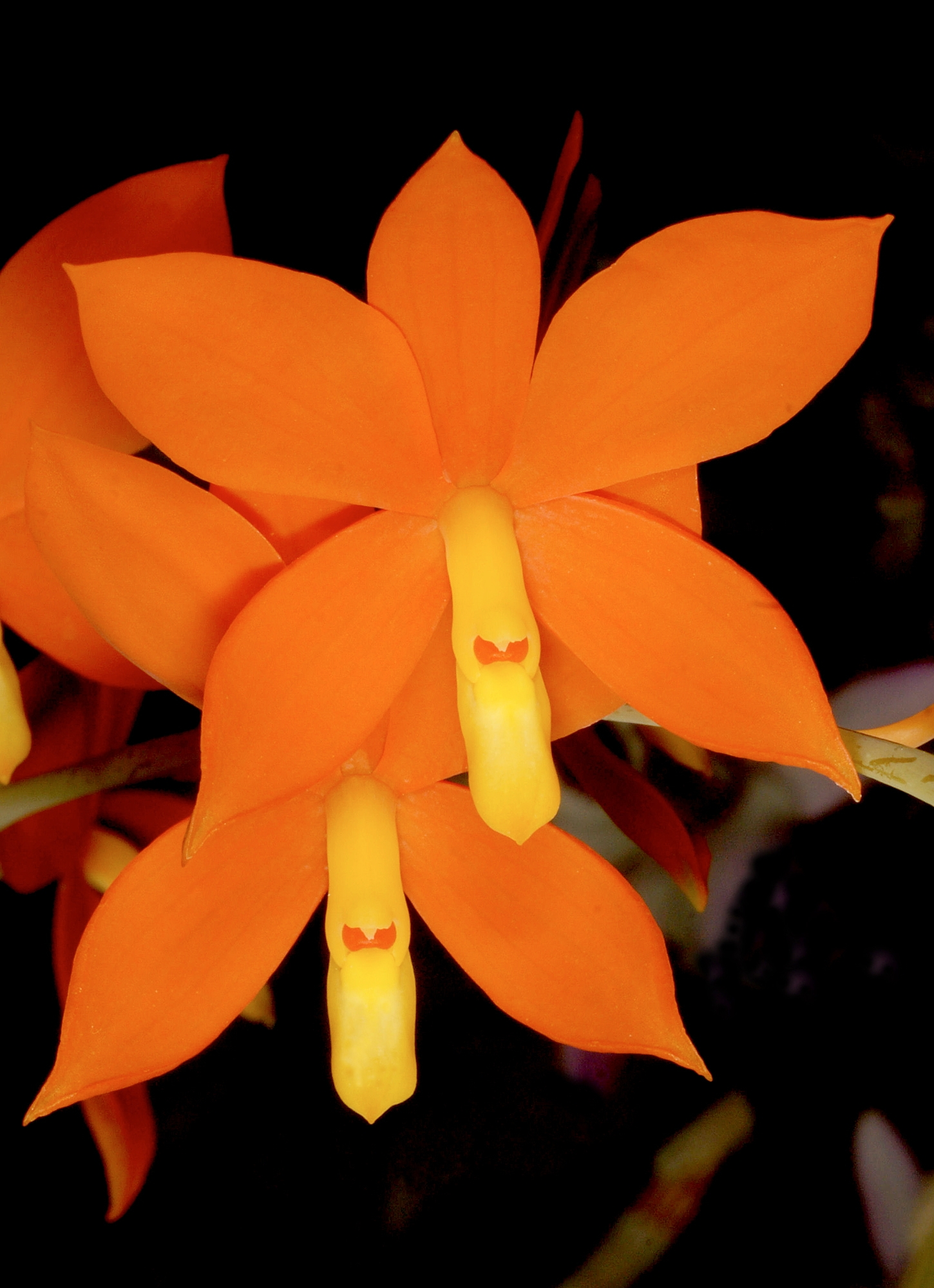
Prosthechea vitellina
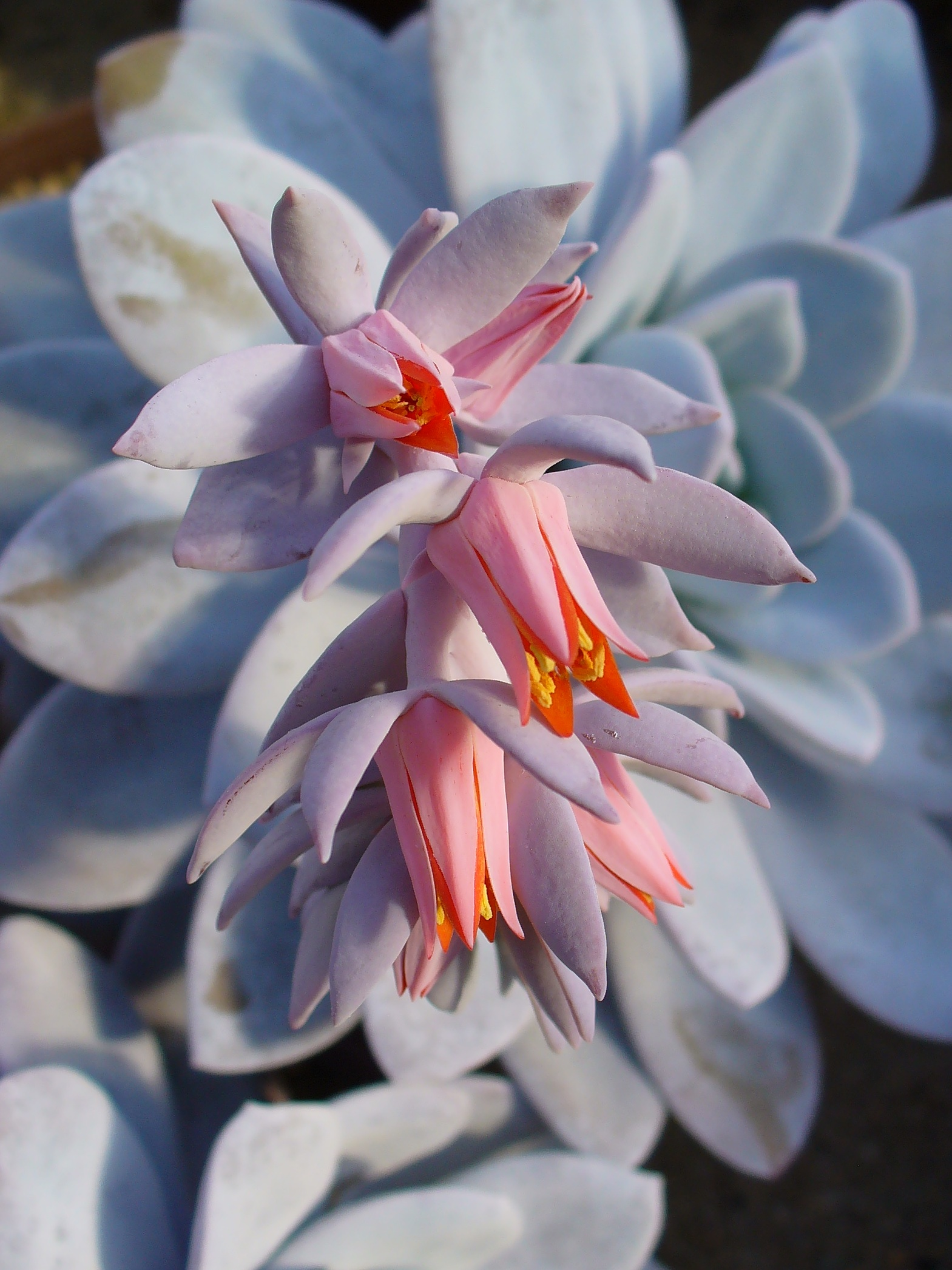
Echeveria laui

### Fauna

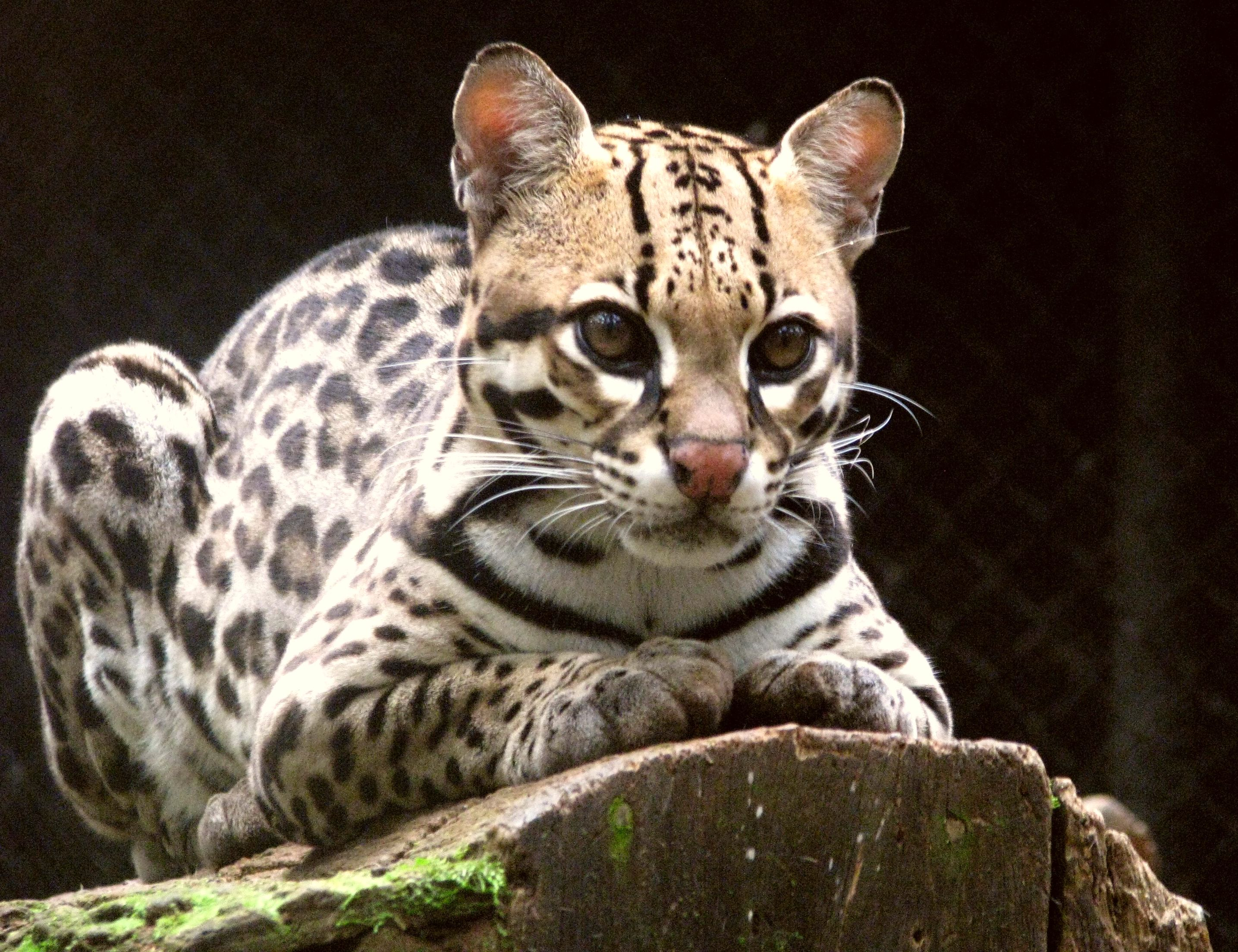
Ocelote o tigrillo (Leopardus pardalis)

Al igual que la flora, los animales de la Reserva de la Biosfera Tehuacán-Cuicatlán varían en gran medida de acuerdo a los ecosistemas distintos. Existe un gran número de insectos documentados, 24 especies de chinches, una alta diversidad de hormigas y termitas, así como otros artrópodos como escorpiones y arañas.
Entre los vertebrados, se calcula 14 especies de peces, 83 especies de reptiles (10 % del total de México), 28 especies de anfibios y hasta el momento se tiene un registro de 102 especies de mamíferos, de las cuales un tercio son murciélagos (casi el 30 % de los murciélagos del país). 

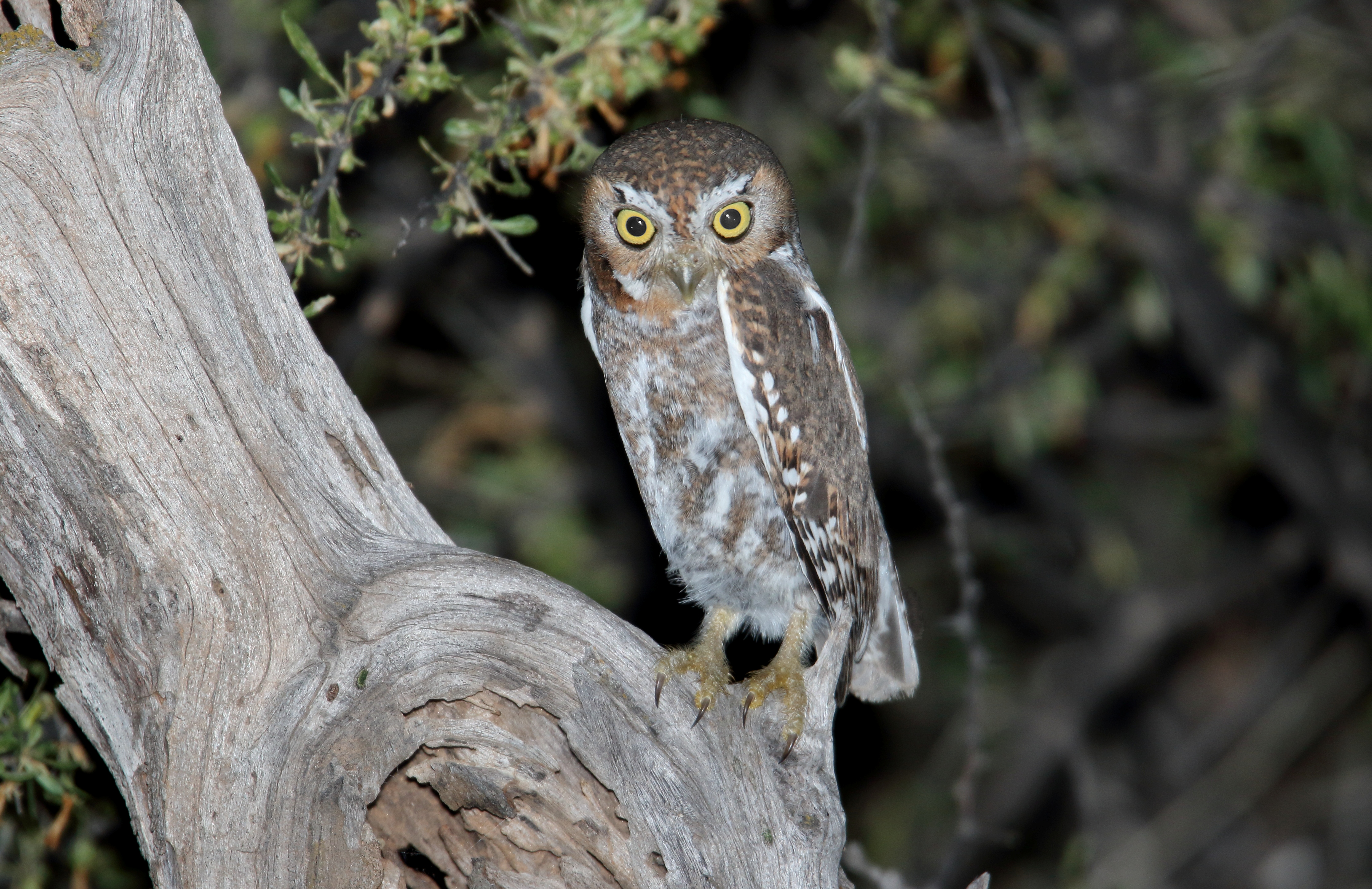
Búho colicorto o tecolote enano (Micrathene whitneyi)

Entre las especies representativas se cuenta con el puma (Puma concolor), tigrillo (Leopardus pardalis), jaguarundi (Herpailurus yagouaroundi), venado cola blanca (Odocoileus virginianus), zorrillo listado (Mephitis macroura macroura), zorra gris (Urocyon cinereoargenteus orinomus), coyote (Canis latrans), mapache boreal (Procyon lotor), tejón o coatí (Nasua narica narica), nutria de río (Lontra longicaudis), 37 especies de murciélago (Leptonycteris curasoae, Leptonycteris nivalis, Balantiopteryx plicata, Nyctinomops aurispinosus, Tadarida brasiliensis, Choeronycteris mexicana, entre otros), guacamaya verde (Ara militaris), búho colicorto o tecolote enano (Micrathene whitneyi), pato canela o colorado (Anas cyanoptera), codorniz cotuí (Colinus virginianus), guajolote (Meleagris gallopavo), chorlo tildío (Charadrius vociferus), paloma ala blanca (Zenaida asiatica), tórtola coquita o tórtola colacorta (Columbina passerina), lechuza común (Tyto alba), chotacabras o préstame tu cuchillo (Antrostomus ridgwayi), y cuervo común (Corvus corax). 
Además hay la salamandra pigmea troglodita (Thorius troglodytes), salamanquesa del alto Balsas, de Guerrero o besucona (Phyllodactylus bordai), tortuga de pantano mexicana (Kinosternon integrum), iguana verde (Iguana iguana), iguana negra (Ctenosaura pectinata), lagartija ameiva arcoíris (Holcosus undulatus), lagartija cuicateca (Lepidophyma cuicateca), lagartijas xenosaurus (Xenosaurus spp.), la carpita o sardinita de Tepelmeme, que se encuentra en peligro crítico de extinción (Notropis moralesi), el bagre o juil descolorido (Rhamdia guatemalensis), el juil de Jamapa  (Rhamdia laticauda), huico pigmeo de Tehuacán (Aspidoscelis parvisocia), lagartija cornuda o camaleón toro (Phrynosoma taurus), culebra perico gargantilla (Leptophis diplotropis), serpiente coralillo del Balsas (Micrurus laticollaris), nauyaca o víbora de cuernitos mexicana (Ophryacus undulatus), boa mazacuata (Boa constrictor), culebra listonada cabeza dorada (Thamnophis chrysocephalus) y diferentes especies de víbora de cascabel (Crotalus intermedius, C. ravus, C. molossus, C. scutulatus).

## Ecoturismo
Entre los proyectos que encontramos en esta zona se encuentra la creación de áreas ecoturísticas como el Cañón del Sabino en la comunidad de Santa María Tecomavaca en la Región Cañada al norte de Oaxaca, refugio de la guacamaya verde (Ara militaris). En este sitio encontramos la población más grande de esta especie en peligro de extinción cuya área de distribución natural va desde el norte de México hasta Argentina, encontrando poco más de 100 individuos. Los habitantes de la población han creado un sistema ecoturístico basado en guías locales, recorridos al Cañón y pequeñas cabañas hoteles. 
Otro sitio ecoturístico importante es la población de San Juan Raya al sur de Puebla, en el municipio de Zapotitlán. Los pobladores han desarrollado un programa de ecoturismo paleontológico bajo el nombre de Águila del Cretácico, S.C. de R.L. Los visitantes disfrutan recorridos a pie, bicicleta o a caballo, hospedaje y alimentación. Existe en esta población el Museo Paleontológico San Juan Raya, donde se exhiben fósiles de invertebrados y senderos ecológicos interpretativos. 
Dentro del municipio de Zapotitlán, también existe el Jardín Botánico Helia Bravo Hollis, sobre la carretera Tehuacán-Huajapan, con guías comunitarios que han creado senderos ecológicos. El parque sintetiza de forma didáctica la importancia de la flora de toda la reserva de la biosfera con énfasis en las cactáceas y especies columnares, y cuenta con un pequeño museo regional.

## Problemática
La ganadería de caprinos es uno de los problemas existentes. La basura generada en Tehuacán y Zapotitlán se deposita en esta zona en basureros clandestinos. Los grandes proyectos de irrigación eliminan el acceso de agua para la fauna. Adicionalmente, el desarrollo de la carretera Acoupalan-Oaxaca ha traído problemas a la región.
Comercialización ilícita de especies de cactáceas y de fauna, saqueo de zonas arqueológicas y paleontológicas.
Los ecosistemas presentes en la Reserva de la Biosfera de la Tehuacán Cuicatlán (RBTC) son de vital importancia, no solo por su riqueza ecológica, sino también por su valor económico y recreativo. La diversidad de paisajes y la presencia de especies de relevancia ecológica y económica se traducen en un significativo valor de mercado que debe ser preservado y fortalecido mediante el desarrollo de actividades económicas que sean compatibles con los objetivos de conservación y sostenibilidad.
La extracción ilegal de flora y fauna así como la cacería furtiva son los principales problemas que afectan la vida silvestre en la RBTC, por lo que el impulso de distintos 107 Comisión Nacional de Áreas Naturales Protegidas instrumentos que permitan disminuir la presión sobre ella debe incluir invariablemente la participación de las autoridades y comunidades locales.

#### Impacto del Cambio de Uso del Suelo
El cambio en el uso del suelo, particularmente la conversión de áreas forestales a tierras agrícolas, ejerce una presión considerable sobre los ecosistemas de matorral xerófito y bosque tropical seco. Esto se debe a que los suelos en estas regiones suelen ser pobres en materia orgánica, lo que resulta en rendimientos agrícolas bajos. Además, la escasez de precipitaciones en estos ecosistemas, combinada con prácticas agrícolas nómadas, afecta gravemente a extensas áreas de vegetación. Este fenómeno no solo contribuye al deterioro del hábitat natural, sino que también desencadena procesos erosivos que favorecen el establecimiento de vegetación arbustiva, alterando así la composición y estructura del ecosistema.